# 高松山 (松田町・山北町)
高松山（たかまつやま）は、丹沢山地の南部に位置する標高801mの山である。神奈川県松田町、山北町にあり、丹沢大山国定公園に属する。
急な斜面や谷などが多い丹沢ではあるが、高松山周辺は、なだらかな地形である。山頂からは、草の間から富士山が見える。ハイキングによく人がおとずれる。西にある大野山とともに、人気がある山である。

## 周辺の山
- シダンゴ山
- 大野山